# سيرخيو بيلا سانخوان
سيرجيو فيلا سانجوان (بالاسبانية: سيرجيو فيلا سانجوان) كاتب وصحفي أسباني ولد عام 1957 في برشلونة فاز بجائز نادال عام 2013 عن عمله (البطل المزلزل)temblor del héroe. درس التاريخ  (بالإسبانية: Sergio Vila-Sanjuán)

## أعماله
- 2010: Una heredera de Barcelona (بالعربية: وريثة من برشلونة)
- 2013: Estaba en el aire (بالعربية: كان في الهواء)
- 2003: Pasando página (بالعربية طوي الصفحة أو ثني الصفحة)
- 2004: Crónicas culturales (editorial De Bolsillo,)
- 2007:  (editorial La Magrana)
- 2011: Código best seller (editorial Temas de Hoy,).